# Aspidistra yingjiangensis
Aspidistra yingjiangensis es una especie de planta rizomatosa de la familia de las asparagáceas. Es nativa de China.

## Descripción
La planta tiene rizomas cilíndricos, de 4 - 6 mm de espesor y las hojas de color verde pálido con manchas amarillas, son estrechamente oblanceoladas y tienen dos o tres brácteas. Las flores son individuales o en parejas.

## Taxonomía
Aspidistra elatior fue descrita por L.J.Peng y publicado en Acta Botanica Yunnanica 11(2): 173–174, pl. 1, en el año 1989.
Citología
El número de cromosomas es de: 2 n = 36.